# Ripley (North Yorkshire)
Ripley – wieś w Anglii, w hrabstwie North Yorkshire, w dystrykcie (unitary authority) North Yorkshire. Leży 34 km na zachód od miasta York i 298 km na północ od Londynu.